# 鲁班
公輸班（前507年—前444年），姬姓公输氏，名班，字依智，尊稱公输子，俗稱鲁班、鲁般，又称公输盘、公输般，生于約公元前507年（周敬王十三年），是春秋末叶著名工匠家，被后世尊为中国工匠师祖。鲁班生於魯國名門望族——公輸氏族，因生於魯國而以國名代稱其氏，而「鲁班」之名於後世流传得最為广泛，成為通稱。四十歲開始隱居歷山（今濟南市東南，又名千佛山）。
由于在中國流传着许多他对建築及木工等行業貢獻的傳說，被认为是他设计的工具及建造法則，被沿用至今，是以鲁班被后世奉为工匠祖师，为中国上架行、中架行及下架行（合稱三行）工匠均敬奉的先師，戲班亦奉魯班為師。因此鲁班又有鲁班仙师、公输先师、巧圣先师、鲁班爷、鲁班公、鲁班圣祖、魯班先師及鲁班祖师等等不同的稱呼。在中国各地都建有鲁班殿或者是鲁班庙。

## 姓名考查
《古樂府》：“誰能刻此鏤，公輸與魯班”。顏師古注《漢書》：“魯班與公輸氏皆有巧藝。故樂府云：公輸與魯班。”《呂氏春秋》作註稱：“公輸，魯般之號，在楚為楚王設攻宋之具也。”鄭樵《通誌略・氏族略》：“公輸氏，魯公輸般之後也”按史料記載公輸與魯班為兩人，即使為一人，公輸也應是魯班之號而非姓氏，而後人以其號為姓。般、班、盤為通假字。清末孫詒讓認為公輸與魯班同一人，清初焦循則認為為春秋戰國兩個不同時期的兩個人。後世受孫詒讓影響較大，如1980年代钱宗范編的《春秋战国史话》亦認為：“鲁班，姓公输，名般，当时人称他为公输子。因他是鲁国人，‘般’与‘班’同音，古时通用，所以后人称他为鲁班。”
（真实姓名古籍记载有公输班、公输盘及公输般等，亦有尊稱公输子。）鲁班為其流传最為广泛的称呼，甚至被误解为真實姓名；其真实姓名难以确认，而且众说纷纭，大至而言鲁班姓公輸，名般、班或者盘，又因為他是鲁国人，被称为鲁班或者鲁般。
以下为其出现在古籍中的各种姓名。
1. 公输般：出现在《礼记》、《战国策》及《吕氏春秋》
2. 公输盘：《墨子・公输》
3. 公输班：《后汉书》

据说，於中國古代，“般、盘及班”三字通用。另外，鲁班亦墨子等子的尊称。在《墨子・公输》及《孟子・离娄》中都称其为公输子。明朝午荣等人编的《新镌京板工师雕镂正式鲁班经匠家镜》，通称《鲁班经匠家镜》一书中，卷一“鲁班仙师源流”记载：“师讳班，姓公输，字依智”。

## 里籍
关于鲁班生于何处，未见有书籍明确记载。《山东通志・方技志》曰：“公输子，鲁公族，名班，或作般。”鲁国公族就生活在山东曲阜。《太平广记》中说他是“敦煌人”。据任继愈等考证，鲁班故里当在山东滕州。季羡林提出，“墨子鲁班，善国双圣”，河南省社会科学院研究员萧鲁阳考证，鲁班的故里在河南鲁山。

## 传说中的发明与作品
鲁班的很多发明事迹都是传说，并无正式的史书记载。
《墨子・公输》记载他当年为楚国的楚惠王发明云梯准备攻打宋国，但未派往战场采用，而被墨子于模擬战打败。传说他发明滑翔机，使人可以在空中掠过城墙。据说中国锯子、墨斗、钩强、曲尺、古代大门扇上用来装饰及敲门铺首也是鲁班发明的。
《呂氏春秋·愛類》記載「公輸般為高雲梯，欲以攻宋。墨子聞之，自魯往，裂裳裹足，日夜不休，十日十夜而至於郢，見荊王曰：『臣北方之鄙人也，聞大王將攻宋，信有之乎？』」説明魯班當時造的是「高雲梯」。
《韓非子》記載中木鳶的發明者不是魯班而是墨翟（墨子）。《韓非子·外儲說》記載墨翟曾「費時三年，以木製木鳶，飛升天空」。
后人为了歌颂鲁班，把许多著名建筑物都说成是鲁班修造的。例如河北省洨河上的赵州桥本是隋代大匠李春设计与修建的，但是民间流传是鲁班所修造的，民间流行歌谣：「赵州桥来，甚么人修？赵州桥呀，是鲁班修！甚么人从桥上过呀，是财神爺推车压出一道沟！”
另外明清时一些文人著书，书名冠以“鲁班”两个字。例如《鲁般营造正式》，现存宁波天一阁，为唯一残本，书名中为“鲁般”，还有《匠家镜鲁班经》、《新刻京板工师镂刻正式鲁班经匠家镜》、《鲁班经》等。后三书名是一本书，现存最早的版本为明末万历版《鲁班经匠家镜》，在北京故宫博物院。明代版本还有其后的崇祯版，原来保存在北京图书馆和南京图书馆，不过南京图书馆的藏本最迟在2002年已经丢失。其它均为清代和民国的传本了。

### 发明

#### 云梯
云梯是古代攻城用的器械。传说是鲁班发明。以下是各种相关记载。
- 《墨子・公输》记载：“公输盘为楚造云梯之械，成，將以攻宋”。
- 《战国策·公输盘为楚设机章》写到墨子往见公输般时说：“闻公为云梯”。
- 《淮南子》曰：鲁班即公输般，楚人也。乃天子之巧士，能作云梯。《淮南子·兵略訓》許慎注：“雲梯可依雲而立，所以瞰敵之城中”。

#### 钩强
“钩强”也称“钩拒”、“钩巨”。是古代水战用的争战工具，可鉤住或阻碍敌方战船。传说是鲁班发明。以下是各种相关记载。
- 《墨子・鲁问》：“昔者楚人與越人舟戰於江，楚人順流而進，迎流而退，見利而進，見不利則其退難。越人迎流而進，順流而退，見利而進，見不利則其退速，越人因此若埶，亟敗楚人。公輸子自魯南游楚，焉始為舟戰之器，作為鉤強之備，退者鉤之，進者強之，量其鉤強之長，而制為之兵，楚之兵節，越之兵不節，楚人因此若埶，亟敗越人。”

#### 木鹊
据说是一种以竹木为材的戰事偵察工具。
- 《墨子・鲁问》记载：“公输子削竹木以为鹊，成而飞之，三日不下，公輸子自以為至巧。”
- 《渚宫旧事》记载：“尝为木鸢，乘之以窥宋城。”

#### 锯子
传说锯子是鲁班所发明，其实依考古学家发现，居住在中国地区的人类早在新石器时代就会加工和使用带齿的石镰 和蚌镰，这些是锯子的雏形。鲁班出生前数百年的周朝，已有人使用铜锯，“锯”字也早已出现。
以下是鲁班发明锯子流传甚广的传说之一，作者不详，近代有人以这传说认为鲁班是运用“仿生学”的先驱:
相传鲁班接受建筑一座巨大宫殿的任务。需要頗多木料，鲁班让徒弟们上山砍伐树木。徒弟们用斧头砍伐，效率低下。工匠们天天起早贪黑拚命去幹，也砍伐不了多少树木，使工程进度一拖再拖，眼看着工程期限越来越近，鲁班甚是着急。为此，他决定亲自上山察看砍伐树木的情况。上山时，他无意中抓了一把山上长的一种野草，手被划伤了。鲁班覺得很奇怪，一根柔软的小草为何能割破手？于是摘下一片叶子来细心观察，发现叶子两边长着许多小细齿，用手轻轻一摸，这些小细齿非常锋利，鲁班了解到就是这些小细齿划破他的手。后来，鲁班又看到一条大蝗虫在一株草上啃吃叶子，两颗大板牙非常锋利，一开一合，很快就吃下一大片，这也引起了鲁班的好奇心，他抓住一只蝗虫，仔细观察蝗虫口部的结构，发现蝗虫的两颗大板牙上同样排列着许多小细齿，蝗虫正是靠这些小细齿来咬断草叶的。由于这两件事，鲁班受到很大启发，陷入了深深的思考。他想，若做成一锯齿状的砍伐工具，是否同样锋利？于是他用大毛竹做成一条带有许多小锯齿的竹片，然后试锯小树，成果不错，几下子就把树皮拉破了，再用力拉几下，小树杆就划出一道沟，鲁班非常高兴。但是由于竹片比较软，强度比较差，不能长久使用，拉了一会儿，小锯齿有者折断，有者变钝，需要更换竹片。这样就影响了砍伐树木的速度，使用竹片太多也是一个很大的浪费。看来竹片不宜作为制做锯齿的材料，应该寻找一种强度、硬度都比较高的材料来代替它，这时鲁班想到了铁片。于是他们立即下山，让铁匠们制作带有小锯齿的铁片，然后到山上试锯树木。鲁班和徒弟各拉一端，在一棵树上拉了起来，只见他俩一来一往，不一会儿就把树锯断了，又快又省力，锯就这样发明了。

#### 曲尺
曲尺最早的名稱是“矩”，又名鲁班尺，传说是鲁班发明。
《墨子・天志上》說：輪匠執其規矩，以度天下之方圓。規矩，即圓規及曲尺。曲尺由尺柄及尺翼組成，相互垂直成直角，尺柄較短為一尺，主要為量度之用；尺翼長短不定，最長為尺柄一倍，主要為量直角、平衡線之用。木工以曲尺量度直角，平面，長短甚至平衡線。
以下是各种相关记载。
- 最早的记述在南宋时期。陈元靓著《事林广记・引集》卷六“鲁班尺法”中：“（淮南子曰）其尺也，以官尺一尺二寸為準，均分為八寸，其文曰財、曰病、曰離、曰義、曰官、曰劫、曰害、曰吉；乃主北斗中七星與主輔星。用尺之法，從財字量起，雖一丈、十丈不論，但于丈尺之內量取吉寸用之；遇吉星則吉，遇凶星則凶。恒古及今，公私造作，大小方直，皆本乎是。作門尤宜仔細。又有以官尺一尺一寸而分作長短寸者，或改吉字為本字者，其餘並同。”
- 明代刻本《鲁班营造正式》卷六有曲尺直尺图，图名为鲁班直尺；在曲尺图中并注明：曲尺者有十寸，一寸乃十分。凡是营建房屋门的尺度，均用鲁班尺。

#### 墨斗
墨斗是木工用以彈線的工具，傳為魯班發明。
此工具以一斗型盒子貯墨，線繩由一端穿過墨穴染色，已染色繩線末端為一個小木鉤，稱為“班母”，傳為魯班之母親發明。
班母通常離地面約一吋。固定之後，將已染色線繩向地面彈動，工地以此為地平直線標準。又可以班母固定於高處，墨斗懸垂，以墨斗之重量作墜力，將已染色線繩向壁面彈動，以此為立面直線標準。
传说中魯班能以染色線繩夜中切石， 一夜即能完成工程所需大部分石料。后石匠师父以斗线定采集下来的岩石形状，再用其它工具把不要的部分敲掉，以成所需方石，长石等形状的石料。

#### 伞
传说中鲁班的妻子也是一位出色的工匠，据说伞是她发明的。傳說魯班妻子云氏因為憐惜魯班在風雨烈日下工作，見亭子可避雨遮陰，於是想出一個"活動亭子"讓魯班帶在身邊，乃造傘子。纸是汉代才出现的，最早的伞面不可能是纸的。
另外工匠刨木時，頂著木料的橛子，有人叫它做"班妻"。傳說因為魯班刨木時，都是妻子云氏替他按扶著，後來他在木料前釘上橛子，才不用來妻子按扶。

#### 打生樁
相傳這個方法是由魯班首度提出的，當人們在一處地方動土時，便會破壞該處風水，且會觸怒該處的冤魂，以致在建造期間時常發生意外，因此便出現了「打生樁」，把活人生葬在工地上用作鎮邪，以減少出現的意外。現時考古發現最早的打生樁見於河南鄭州東趙二里頭文化的古城遺址，當中有三座堆疊起來的古城，中間一層的地基發現用作奠基的嬰兒遺骸。可見打生樁習俗遠早於魯班所處的春秋時代。在古時，相傳在建橋前，先要活捉一對童男童女，把男童活埋在橋頭的橋墩內，而女童則生葬在橋尾的橋墩中，當橋建成後，他們就會成為了該橋的守護神。

### 作品
- 造季家墓:《礼记・檀弓下》记载："季康子之母死，公输若方小。敛，般请以机封，将从之"。
- 北京白塔寺：民间传说，北京白塔寺的白塔的裂缝是鲁班给锔好的。
- 山西永乐宫：相传由鲁班修建。
- 重庆大足山北山石像：相传鲁班雕刻。
- 杭州市西湖上“三潭映月”的三座石塔：相传是鲁班凿来镇压黑鱼精的石香炉的三只脚。
- 根據河北民歌《小放牛》的歌詞，赵州桥是鲁班修的。

## 徒弟
魯班還有一個弟子，名叫泰山，腳上有傷口，以荷葉包紮。因其技藝高超，人爭相師法，卻投火爐化青煙而去，人稱「荷葉先師」。

## 文化

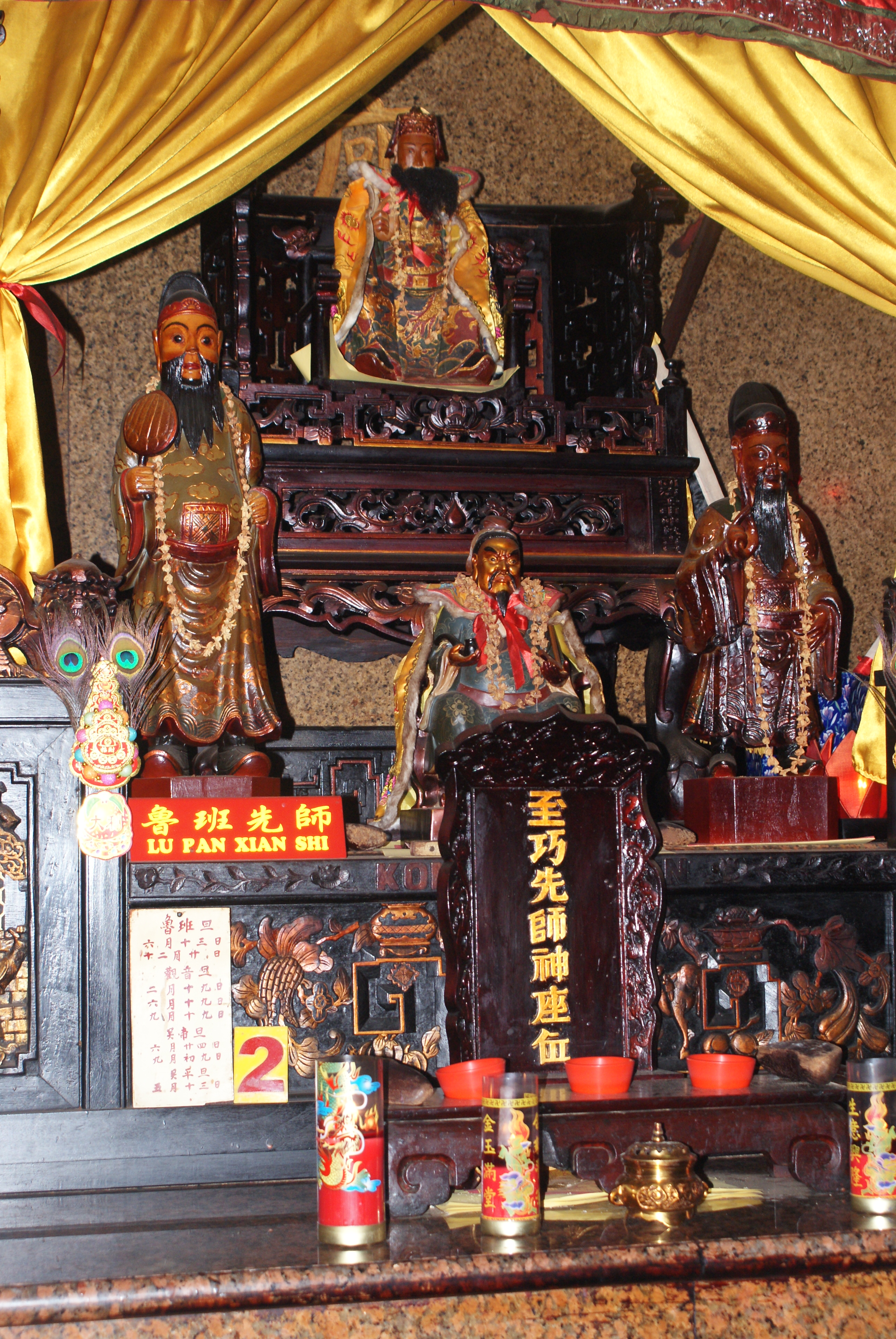
印尼雅加达鲁班庙

### 魯班鎖
魯班鎖是一種將各個積木的三軸組合拆卸或組合來進行的益智玩具，因其木構奇巧而委名魯班。事實上這種玩具來源於歐洲，所以而並非為魯班所發明。

### 魯班尺
「魯班尺」是一種刻有吉、凶標字的尺，運用在風水上丈量特別之建物、器具等，以求達到吉利之標字。通常該尺由上至下為「台寸」、「文公尺」、「丁蘭尺」、「公分」四種標尺；其中「文公尺」用在陽宅、神具，「丁蘭尺」用在陰宅、祖龕。傳說為魯班所製，故稱「魯班尺」，亦以其中標尺名為「文公尺」。現此些功能多由捲尺替代，因為捲尺一次就能做到這些功能，不必再攜帶這麼多的工具尺。
台灣的魯班尺，通常口語稱為文公尺，或直接簡稱為紅字。

### 节日

#### 鲁班师傅诞
每年的農曆六月十三是“鲁班师傅诞”，華人圈尤其是港澳的木匠多有庆祝这节日。福建多以農曆三月廿三日為魯班先師神誕（一說為三月十五日），而台灣則多以農曆五月七日為巧聖仙師聖誕。中國上架行木艺工会很重视这个节日。他们每年祝贺师傅诞时，有一项传统活动，派“师傅饭”，就是在师傅诞那天， 用大铁镬煮白饭，再加上一些粉丝、虾米、眉豆等。相传吃了“师傅饭”的小孩子，不仅能像鲁班那么聪明，而且快高长大，健康伶俐。另外，在“鲁班师傅诞”这一天，会请一班艺人回来唱八音，或者请一台木偶戏来演出。
香港慶祝魯班師傅誕，是建築地產界盛事，大至地產發展商，承建商以至小老闆，都在此日請客，以慰勞各方工作人員，但凡與建築業有關業界，毋須邀請，都在賓客之列。
主祀廟宇：福建魯賢祠、香港魯班先師廟、台灣東勢巧聖仙師祖廟

#### 鲁班节
中国云南省通海县兴蒙乡的蒙古族在每年农历四月初二都要过鲁班节。
位于中国四川省德阳市的四川建筑职业技术学院每年5月开展鲁班建筑文化节活动。

### 地名
由于鲁班有盛名，中国各处多有以鲁班命名的地区。
- 魯班暗沙：海南省中沙群島。
- 鲁班峡：四川省广元市以西15公里处的三堆镇附近，三国时代马鸣阁栈道遗址位于此处。
- 鲁班镇：贵州省仁怀市
- 鲁班胡同：北京市崇文区龙须沟附近。胡同内有座鲁班庙，鲁班胡同原来叫鲁班馆胡同，文革后才改叫鲁班胡同的。这胡同南北向，全长一里多。中华人民共和国建立前，胡同内的居民多数是各种工匠和做小买卖者。

### 辦公大樓
- 深圳鲁班大厦，位于深圳市福田区红荔西路7022号。
- 北京鲁班大厦，位于北京市朝阳区定福庄北里1号。
- 临沂鲁班大厦，位于山东省临沂市兰山区通达路。

注：上述写字楼之间并无任何关联或从属关系。

### 鲁班奖

#### 建筑工程鲁班奖
建筑工程鲁班奖又称中國鲁班奖，於1987年由中国建筑业联合会设立，於1993年移交中国建筑业协会，是为了鼓励建筑施工企业加强管理，確保工程质素，争创一流工程，推动中国工程质量水平普遍提高。目前，这项标志着中国建筑业工程质量的最高荣誉，由中华人民共和国住房和城乡建设部及中国建筑业协会聯合颁发。

#### 優秀青年魯班大獎
2015年，由魯班廣悅堂聯同職業訓練局、香港建造業總工會及香港營造師學會創辦，獎項分為工程管理組別、建築工藝組別及中學生組別。目的在於表揚在建造業內具傑出表現及上進心的青年人，並增強從業員對建造業的使命感及歸屬感；並鼓勵更多有潛質的青年人加入建造業界發展，籍以為業界補充生力軍。

### 影视
- 1958年中国大陆电影《鲁班的传说》 魏鹤龄 饰
- 2003年中国大陆电视剧《鲁班大师》 ，20集 谷智鑫 饰

### 动画
- 2016年中国大陆动画剧《巧手鲁班》（又名：小小鲁班），200集